# São Carlos, São Paulo
São Carlos là một đô thị ở bang São Paulo, Brasil.
Đô thị này có diện tích 1141 km². Dân số năm 2006 khoảng 218.072 người, với 98% sống ở đô thị. Vùng đô thị São Carlos có 16 thành phố với dân số 265 miệu người. São Carlos cũng là trung tâm hành chính của tiểu vùng cùng tên với dân số 265 miệu dân và 49 thành phố. São Carlos là thành phố lớn thứ 32 ở bang São Paulo.